# Solanuwatka
Solanuwatka (ukr. Солянуватка; do 1946 roku Lacko) – wieś na Ukrainie, w obwodzie lwowskim, w rejnie samborskim (wczesniej w rejonie starosamborskim), siedziba rady wiejskiej. W 2001 roku liczyła 552 mieszkańców.
Szlachecka wieś prywatna Lacko, własność Herburtów położona była na przełomie XVI i XVII wieku w powiecie przemyskim ziemi przemyskiej województwa ruskiego. W 1921 roku miejscowość liczyła około 1221 mieszkańców. Przed II wojną światową należały do powiatu dobromilskiego.
W ostatnich dniach czerwca 1941 roku w pobliskiej kopalni soli „Salina” funkcjonariusze NKWD zamordowali i pogrzebali setki więźniów przywiezionych z Dobromila i Przemyśla.
Urodził się tu Bronisław Jan Wacław Jakesch – doktor medycyny, podpułkownik lekarz cesarskiej i królewskiej armii, tytularny generał dywizji Wojska Polskiego.

## Ważniejsze obiekty
- Cerkiew greckokatolicka – spłonęła w 1775 roku
- Cerkiew Narodzenia Najświętszej Maryi Panny w Solanuwatce – wzniesiona po 1775 roku